# Radomil Ropek
Radomil Ropek (* 27. února 1926 Choceň) byl český a československý politik, po sametové revoluci poslanec Sněmovny lidu Federálního shromáždění za Občanské fórum, později po zjištění jeho spolupráce s StB vytlačen z OF.

## Biografie
Původně byl příslušníkem Československé lidové armády jako voják z povolání. Po invazi vojsk Varšavské smlouvy do Československa za nastupující normalizace ho Komunistická strana Československa zařadila na seznam „představitelů a exponentů pravice“ v armádě, bezpečnosti, soudech a prokuraturách. V té době je uváděn jako pracovník štábu okruhu Tábor. Státní bezpečnost v Českých Budějovicích ho zařadila roku 1984 do evidence zájmových osob. Během normalizace vystřídal různá zaměstnání, pracoval ve stavebnictví, obchodě nebo jako posunovač, formálně mu zůstala vojenská hodnost plukovníka v záloze.
Ve volbách roku 1990 byl zvolen za OF do Sněmovny lidu (volební obvod Jihočeský kraj). Na základě závěrečné zprávy Parlamentní komise pro vyšetření událostí 17. listopadu 1989 byl označen za agenta StB. Odmítl rezignovat na poslanecký post. V květnu 1991 proto vystoupil z poslaneckého klubu OF a dále působil jako nezařazený poslanec. V dubnu 1992 ke konci funkčního období byl členem poslaneckého klubu HSD-SMS 2 (jedna ze dvou parlamentních frakcí, na které se v roce 1991 rozpadlo hnutí HSD-SMS). Ve Federálním shromáždění setrval do voleb roku 1992.
V roce 2011 se mezi únorovými jubilanty ve městě Milevsko uvádí Radomil Ropek, 85 let.